# Orientierungsfahrt
Eine Orientierungsfahrt (Ori) ist eine motorsportliche Veranstaltung. Es werden aber keine besonderen Anforderungen an Fahrzeug und Fahrer gestellt. Der sportliche Aspekt liegt in der Lösung von Orientierungsaufgaben vorwiegend durch den Beifahrer. Es handelt sich um das Befahren einer in Form von Orientierungsaufgaben vorgegebenen Strecke auf öffentlichen Straßen (in der Regel 75 km) unter Berücksichtigung von festgelegten Fahrzeiten (in der Regel 3 Stunden bei einer Durchschnittsgeschwindigkeit zwischen 25 und 35 km/h).
Orientierungsfahrten werden überwiegend in Deutschland, Luxemburg und der Schweiz ausgetragen. Neben Landesmeisterschaften gibt es auch regionale Wettbewerbe und viele Einzelveranstaltungen, die zu keiner Wettbewerbsserie zählen.

## Aufgabenstellungen

### Kartenausschnitte mit eingezeichneter Strecke (Skizze)
Auf einem Kartenausschnitt wird die zu befahrende Strecke mit Hilfe von Pfeilen, Strichen oder Punkten eingezeichnet. Zwischen den Pfeilen, Strichen bzw. Punkten ist die kürzeste Strecke zu wählen, ebenso zwischen den Aufgabenteilen.
Anfangspunkt und Endpunkt können, müssen aber nicht vorgegeben werden. Die Richtung ist bei Pfeilen vorgegeben. Bei Punkten oder Strichen ist die zu fahrende Richtung durch die kürzeste Strecke selbst zu ermitteln.
Pfeile und Striche können auch durchnummeriert sein. Bei Punkten ist dies seltener der Fall.
Sind Pfeile aneinandergereiht, so nennt man diese Variante Pfeilwurm. Dabei überlappt die Pfeilspitze den davorliegenden Pfeil in der Regel um 2 mm, das ist jedoch von Veranstalter zu Veranstalter verschieden. Bei der Lösung der Aufgabe muss die Aufgabe in Einzelpfeile aufgegliedert werden und entsprechend befahren werden.

### Halbpfeile
Die Halbpfeile sind direkt neben der zu befahrenden Strecke. Es ist immer die Straße zu befahren, die am nächsten des Halbpfeiles liegt (Parkplatz, Parallelweg usw.). Ein Kreuzen oder Berühren der Halbpfeile ist nicht erlaubt.

### Koordinatenangaben
Die Koordinaten ergeben einen oder mehrere Punkte, die anzufahren sind. In einer ähnlichen Variante von englischen Roadrallys wird eine Zahlenfolge genannt, in deren Reihenfolge dann auf dem kürzesten Weg die nächste Gitternetzlinie mit der entsprechenden Nummer anzufahren ist.

### Chinesenzeichen

Chinesenzeichen zur Darstellung der Verkehrssituation.

Hierbei handelt es sich um eine schematisch dargestellte Kreuzung aus der Vogelperspektive. Man befindet sich an der Stelle des Punktes und fährt in Richtung der Pfeilspitze. Hierbei kann nach Natur oder nach Karte gefahren werden, dies ist vom Veranstalter anzugeben.
Beschreibung der Chinesenzeichen in der Grafik:
1. Gerade kreuzen.
2. Rechts in den unbefestigten Weg.
3. Einmündung links.
4. Am Schild rechts.

### Fischgräte

Fischgräte, mit derselben Streckenführung wie bei den obigen Chinesenzeichen.

Die Strecke, die man fahren soll, ist entlang einer geraden Linie abgebildet. Die Striche links und rechts dieser Linie stellen Straßen und Wege dar, die nicht gefahren werden sollen. Am besten bewährt sich die „Liegenlassen“-Methode: Zwei Straßen rechts liegen lassen bedeutet, z. B. an einer Kreuzung links abzubiegen.
Beschreibung der Grafik mit der Fischgräte mit derselben Streckenführung wie bei den obigen Chinesenzeichen:
1. Eine Straße links und rechts liegen lassen, also gerade kreuzen.
2. Die verschränkte Streckenführung links liegen lassen, also rechts in den (unbefestigten) Weg.
3. Straße rechts liegen lassen, also Straße links.
4. Am Schild Straße links liegen lassen, hier also rechts.

Diese Hauptaufgaben können vom Veranstalter weiter abgewandelt werden, um den Schwierigkeitsgrad zu erhöhen (zum Beispiel Schachbrettchinese oder Uhrzeitchinese).

## Einbahnstraßensystem
Viele Veranstaltungen beziehen sich auf das sogenannte Einbahnstraßensystem. Das heißt, dass jede Straße, die einmal in eine bestimmte Richtung befahren wurde, niemals (auch später nicht) in entgegengesetzter Richtung befahren werden darf.
Hierbei entstehen meistens Fehler an versetzten Kreuzungen. Wenn hier zum Beispiel die gegenüberliegende Einfahrt ein paar wenige Meter versetzt ist, würde man beim Kreuzen ein ganz kleines Stück der Straße in entgegengesetzte Richtung und somit falsch befahren. Allerdings ist in vielen Regionen das niveaugleiche Kreuzen ohnehin verboten. So zum Beispiel bei den meisten Oris in Bayern. In Baden-Württemberg ist dies dagegen größtenteils erlaubt. Entsprechende Informationen sollten den Durchführungsbestimmungen des jeweiligen Veranstalters zu entnehmen sein.

## Kontrollen
Der Veranstalter stellt entlang der Fahrtstrecke Kontrolltafeln auf. Diese werden je nach Region Nummernkontrollen (NK), Orientierungskontrollen (OK), Baumaffen oder stumme Wächter genannt. Zusätzlich kann es besetzte Kontrollposten geben. Diese werden mit DK oder manchmal auch mit SK gekennzeichnet. Beim Passieren einer unbesetzten Kontrollstelle ist vom Beifahrer die Kontrolle in die Bordkarte einzutragen. Bei einer besetzten Kontrollstelle (DK oder SK) erhält das Team einen Stempeleintrag in die Bordkarte. Darüber hinaus gibt es auch Schnitt- oder Sollzeitvorgaben. Die Einhaltung wird mit Zeitkontrollen (ZK) oder geheimen Zeitkontrollen (GZK) überwacht. Jede fehlende oder in falscher Reihenfolge aufgeschriebene Kontrolle wird mit Strafpunkten belegt.
Sieger ist das Team mit den wenigsten Fehlerpunkten.
Die Kontrollen werden in verschiedenen Regionen auch als OK (Orientierungskontrolle), DK (Durchfahrtskontrolle) oder SK (Selbststempelkontrolle) bezeichnet.
Zudem werden in manchen Gegenden noch die gelben Ortsschilder (Zeichen 310 der StVO) herangezogen. Hierbei sind in der Regel die ersten beiden Buchstaben des Ortsnamens in der Bordkarte zu notieren.